# Aleuti (ljudstvo)
Aleuti (Oonangan, Unangan), ljudstvo eskimsko-aleutske družine, naseljeno na Aleutskem otočju in nekaterih otokih v Beringovem morju: Komandorskih otokih, otokih Pribilof in na zahodu polotoka Aljaska (otoki Shumagin). Nekateri otoki, na katerih danes živijo Aleuti, so bili prvotno nenaseljeni (Pribilofovi otoki), Rusi pa so jih tja prisilno naselili kot lovce na tjulenje.

## Ime
Aleuti se sami imenujejo Unangan (Oonangan) v pomenu  'obala'  ali  'morska obala' . Ime Aleuti, s katerim jih imenujejo Rusi, verjetno izvira iz domorodnega  'aliat'  (otok).

## Jezik
Aleutski jezik ima več narečij (3) in je član eskimsko-aleutske jezikovne družine.

## Populacija
V času, ko jih je prvič obiskal Vitus Bering (1741.), je populacija Aleutov znašala med 20.000 in 25.000. V stiku z zunanjim svetom od 18. stoletja njihova populacija upada, leta 1885 jih je ostalo manj kot 4000, proti koncu 20. stoletja pa jih je okoli 2000.

## Religija
Aleuti so pripadniki ruskega pravoslavja in animizma.

## Izvor in zgodovina
Aleuti so rasno podobni Eskimom in sibirskim ljudstvom ter se rahlo razlikujejo od ameriških Indijancev. Njihovi lasje so ravni in črni, očesna guba, dolg trup, relativno kratke noge, majhne roke in stopala, velika glava in obraz z majhnim nosom. Ena največjih lobanjlobanj]] na svetu je pripadala mumificiranemu Aleutu z otoka Kagamil z kranialno kapaciteto preko 2.000 cm³ (glej več). Pri Aleutih se pojavlja velik delež krvne skupine A, nadalje krvne skupine B, pri Indijancih neznana in Rh faktor (RH) je pozitiven.
Prednike Aleutov imenujejo Paleo-Aleuti in predstavljajo najstarejše prebivalstvo Aleutov, na katere so se naselili okoli 2000 let pred Kristusom. Ukvarjali so se z lovom na morske sesalce (kite, tjulnje, morske leve). Premikali so se v usnjenih čolnih, znanih kot baidarka (bidarka). Materialna kultura pozna predmete iz kamenja, kosti in slonovine.
Z prihodom Rusov v 18. stoletju je bil zadan odločilen udarec izvirni kulturi Aleutov, ki danes morajo iskati druge vire zaslužka, na območju Aljaske pa so ga našli v komercialnem ribolovu. Glavna naselja Aleutov na Aljaski so Unalaska (Dutch Harbor), King Cove, Sand Point in St. Paul.
Ko so med drugo svetovno vojno Japonci zasedli Aleutske otoke, so Američani Aleute z Pribilofovih otokov nujno evakuirali na otok Admiralty (v Funter Bay) pred jugovzhodno obalo Aljaske. Tam so jim prepovedali govoriti lastni aleutski jezik in vsak četrti (kot pravi Snježana Ramljak) je umrl. Tukaj pa so prišli v stik z Indijanci, ki so ustanovili  'Bratstvo domorodcev Aljaske'  in 1951. tožili državo zaradi nespoštovanja osnovnih pravic. Sedemindvajset let kasneje je sodišče v njihovo korist prisodilo odškodnino v višini 8,5 milijona dolarjev.

## Etnografija
Aleuti so bili ljudstvo, zraslo z morjem, izraziti pomorščaki, ki so dneve veslali v svojih baidarkah in kajakih ter lovili tjulnje, kite in morske leve. Dobesedno so živeli od morskih sesalcev, s katerih mesom so se hranili. Njihovo olje je služilo za razsvetljavo in ogrevanje. Iz drobovja tjulnjev so izdelovali dežne plašče, njihove parke so bile vodoodporne, iz plavuti morskih levov pa so izdelovali podplate za obutev. Pri lovu so uporabljali harpune, mreže in trnke.V času selitve lososov so ulovljene ribe sušili na soncu in jih shranjevali v želodcih morskih levov in tjulnjev.
Bogata materialna kultura Aleutov pozna predmete iz kamna (svetilke, konice, noži); kosti: konice harpune, trnki, klini za cepljenje naplavljenega lesa; slonovine: labrete (ustni nakit), figurice in igle.